# Silene claviformis
Silene claviformis là loài thực vật có hoa thuộc họ Cẩm chướng. Loài này được Litv. miêu tả khoa học đầu tiên.